# 14291 Savereide
14291 Savereide eller 1104 T-1 är en asteroid i huvudbältet som upptäcktes den 25 mars 1971 av den nederländsk-amerikanske astronomen Tom Gehrels och det nederländska astronomparet Ingrid van Houten-Groeneveld och Cornelis Johannes van Houten vid Palomarobservatoriet. Den är uppkallad efter Paul, Barbara, Erik och Laura Savereide.
Asteroiden har en diameter på ungefär 7 kilometer.